# Ubisoft Montréal
Ubisoft Divertissements Inc., făcând afaceri ca Ubisoft Montréal, este studioul din America de Nord al companiei franceze de jocuri video Ubisoft, aflat în Montréal, Québec, Canada. Fondat în 1997, a produs inițial titluri de mică amploare, dar cu timpul a devenit unul din cele mai mari studiouri din industria jocurilor video, având peste 4 000 de angajați în 2023 și remarcându-se prin succesele aduse de jocurile din seriile Prince of Persia, Assassin's Creed și cele create de Tom Clancy.

## Jocuri lansate
- Laura's Happy Adventures (1998) (PC)
- Speed Busters (1998) (PC/DC)
- Alex Builds His Farm (1999) (PC)
- Hype: The Time Quest (1999) (PC)
- Tonic Trouble (1999) (PC/N64)
- Donald Duck: Goin' Quackers (2000) (GC/PC/PS/PS2/Xbox)
- The Jungle Book Groove Party (2000) (PS/PS2/PC)
- Batman: Vengeance (2001) (GBA/GC/PS2/PC/Xbox)
- Tarzan: Untamed (2001) (GC/PS2)
- Tom Clancy's Splinter Cell (2002) (Xbox/PC)
- Tom Clancy's Rainbow Six 3 (2003) (Xbox)
- Tom Clancy's Rainbow Six 3: Raven Shield (2003) (PC)
- Batman: Rise of Sin Tzu (2003) (GC/PS2/Xbox)
- Prince of Persia: The Sands of Time (2003) (GC/PC/PS2/Xbox)
- Myst IV: Revelation (2004) (PC/Xbox)
- Prince of Persia: Warrior Within (2004) (GC/PC/PS2/Xbox)
- Tom Clancy's Rainbow Six 3: Black Arrow (2004) (Xbox)
- Far Cry Instincts (2005) (Xbox)
- Prince of Persia: The Two Thrones (2005) (GC/PC/PS2/Xbox)
- Tom Clancy's Splinter Cell: Chaos Theory (2005) (GC/PC/PS2/Xbox)
- Far Cry: Instincts - Evolution (2006) (Xbox 360)
- Tom Clancy's Splinter Cell: Double Agent (2006) (GC/PS2/Xbox/Wii)
- Tom Clancy's Rainbow Six: Vegas (2006) (PC/PS3/Xbox 360/PSP)
- TMNT (2007) (GBA/GC/DS/PC/PS2/PSP/Wii/Xbox/Xbox 360)
- Assassin's Creed (2007) (PC/PS3/Xbox 360)
- My Word Coach (2007) (DS/Wii)
- Naruto: Rise Of A Ninja (2007) (Xbox 360)
- Lost: Via Domus (2008) (PC/PS3/Xbox 360)
- Tom Clancy's Rainbow Six: Vegas 2 (2008) (PC/PS3/Xbox 360)
- Far Cry 2 (2008) (PC/PS3/Xbox 360)
- Shaun White Snowboarding (2008) (PC/PS3/PSP/Xbox 360)
- Naruto: The Broken Bond (2008) (Xbox 360)
- Prince of Persia (2008) (PC/PS3/Xbox 360)
- Assassin's Creed II (2009) (PS3/PC/Xbox 360)
- James Cameron's Avatar: The Game (2009) (PS3/PC/Xbox 360)
- Shaun White Snowboarding: World Stage (2009) (Wii)
- Tom Clancy's Splinter Cell: Conviction (2010) (PC/Xbox 360/iOS/Cloud (OnLive)/Android/Mac OS X/Windows Phone/Bada/Java ME)
- Prince of Persia: The Forgotten Sands (2010) (PS3/PC/Xbox 360/Mobil/DS/Wii/PSP/Browser web)
- Scott Pilgrim vs the World: The Game (2010) (Xbox 360/PS3/Switch/PS4/PC/Xbox One/Stadia)
- Shaun White Skateboarding (2010) (PS3/PC/Xbox 360/Wii)
- Assassin's Creed: Brotherhood (2010) (Mac OS/PS3/PS4/PC/Xbox 360/Xbox One)
- Just Dance 3 (2011) (Xbox 360)
- Michael Jackson: The Experience (2011) (Xbox 360)
- Assassin's Creed: Revelations (2011) (PS3/PS4/PC/Xbox 360/Xbox One)
- Assassin's Creed III (2012) (PS3/PS4/PC/Wii U/Xbox 360/Xbox One)
- Far Cry 3 (2012) (PS3/PS4/PC/Xbox 360/Xbox One)
- Just Dance: Greatest Hits (2012) (Wii/Xbox 360)
- Far Cry 3: Blood Dragon (2013) (PS3/PC/Xbox 360)
- Assassin's Creed IV: Black Flag (2013) (PS3/PS4/PC/Wii U/Xbox 360/Xbox One)
- Child of Light (2014) (PS3/PS4/PC/Wii U/Xbox 360/Xbox One/PSV/Switch/Luna/Stadia)
- Watch Dogs (2014) (PS3/PS4/PC/Xbox 360/Xbox One)
- Shape Up (2014) (Xbox One)
- Assassin's Creed Unity (2014) (PS4/PC/Xbox One/Stadia)
- Far Cry 4 (2014) (PS3/PS4/PC/Xbox 360/Xbox One)
- The Mighty Quest for Epic Loot (2015) (PC/Android/iOS)
- Tom Clancy's Rainbow Six Siege (2015) (PS4/PS5/PC/Xbox One/Xbox Series X/S/Stadia)
- Far Cry Primal (2016) (PS4/PC/Xbox One/Stadia)
- Eagle Flight (2016) (PS4/PC)
- Watch Dogs 2 (2016) (PS4/PC/Xbox One/Stadia)
- For Honor (2017) (PS4/PC/Xbox One)
- Assassin's Creed Origins (2017) (PS4/PC/Xbox One)
- Far Cry 5 (2018) (PS4/PC/Xbox One)
- Transference (2018) (PS4/PC/Xbox One)
- Far Cry New Dawn (2019) (PS4/PC/Xbox One/Stadia)
- Hyper Scape (2020) (PS4/PC/Xbox One)
- Assassin's Creed Valhalla (2020) (PS4/PS5/PC/Xbox One/Xbox Series X/S/Stadia)
- Tom Clancy's Rainbow Six Extraction (2022) (PS4/PS5/Stadia/PC/Xbox One/Xbox Series X/S)
- Roller Champions (2022) (PS4/PC/Xbox One/Nintendo Switch)

### Jocuri viitoare
- Prince of Persia: The Sands of Time (2026) (PS5/PC/Xbox Series X/S)
- Assassin's Creed: Project Hexe (VFA) (PS5/PC/Xbox Series X/S)
- Tom Clancy's Rainbow Six Mobile (VFA) (Mac)